# Saldubella yombae
Saldubella yombae är en tvåvingeart som beskrevs av Kertesz 1916. Saldubella yombae ingår i släktet Saldubella och familjen vapenflugor. Inga underarter finns listade i Catalogue of Life.